# Gasselternijveenschemond
Gasselternijveenschemond (53° 00′ N, 6° 54′ L) é uma cidade dos Países Baixos, na província de Drente. Gasselternijveenschemond pertence ao município de Aa en Hunze, e está situada a 23 km, a leste de Assen.
A área de Gasselternijveenschemond, que também inclui as partes periféricas da cidade, bem como a zona rural circundante, tem uma população estimada em 710 habitantes.